# رالف كيمبل
رالف كيمبل (بالإنجليزية: Ralph Kimball)‏ هو مسير أعمال وعالم حاسوب أمريكي، ولد في يوليو 1944.